# Victoria Palacios
Victoria Palacios (Victoria Palacios Carillo; * 29. März 1977 in Hueyotlipan, Tlaxcala) ist eine ehemalige mexikanische Geherin.
1999 gewann sie bei den Leichtathletik-Zentralamerika- und Karibikmeisterschaften Bronze über 10 km, und 2001 wurde sie bei den Leichtathletik-Weltmeisterschaften in Edmonton Zehnte im 20-km-Gehen.
2002 siegte sie bei den Zentralamerika- und Karibikspielen und 2003 bei den Panamerikanischen Spielen in Santo Domingo über 20 km.
Bei den Olympischen Spielen 2004 in Athen belegte sie über 20 km den 34. Platz.
Ihre persönliche Bestzeit im 20-km-Gehen von 1:32:05 h stellte sie am 20. März 2004 in Tijuana auf.